# 潘朵拉的承諾
《潘朵拉的承諾》是一部2013年由羅伯特·史東所執導的美國核電存廢問題紀錄片。本片的中心議題為核能發電，核能發電是一種相對安全且乾淨的發電方式，是減緩全球暖化的一個對策，但在美國受到部分環境保護主義者以歷史上的核事故為由反對。本片的名稱源自於希臘神話的潘朵拉，這也是紀錄片的標語「她在盒子底部找到了希望」的來源。

## 片中人物
本片邀請到數位曾經強烈反核，後來卻改觀的著名環保人士，包含：斯圖爾特·布蘭特、格溫妮絲·奎文、馬克·萊納斯、理查德·羅德及邁克爾·雪倫伯格。
並對致力於美國反核運動的海倫·寇蒂卡提出質疑。反核人士哈維·威瑟曼也在片頭短暫出現。片中引用了珍·芳達、拉爾夫·納德和艾默里·洛文斯演說的部分歷史片段。

## 主題
下列是片中有涉及到的主題：
- 劑量
  - 背景輻射
    - 天然放射性物質
    - 巴西瓜拉帕里：獨居石形成的黑沙海灘
    - 新墨西哥州鐳泉

  - 香蕉等效劑量
  - 劑量計
  - 氚
- 全球暖化效應
- 反核運動歷史
- 核武器發展史
  - 廣島與長崎原子彈爆炸
  - 百萬噸變百萬千瓦計劃
  - 核擴散
  - 核試驗
- 核子和輻射事故或事件
  - 三哩島事件
  - 車諾比核事故
    - 車諾比：對人類及環境的大災難的結果

  - 福島第一核電廠事故
- 法國核能利用情況
- 美國核能利用情況
  - 秀崙核電廠
  - 佛蒙特州揚基電廠
- 核反應爐
  - 第三代反應爐
  - 第四代反應爐
  - 整合快反應爐
    - 實驗滋生反應爐I
    - 實驗滋生反應爐II

  - 小模組反應爐
  - 釷燃料循環
  - 行波反應爐
  - 鸚鵡螺號核動力潛艇
    - 海曼·李高佛

## 外部連結
- 官方网站
- YouTube上的Official Trailer (Pandora's Promise's channel)
- 互联网电影数据库（IMDb）上《潘朵拉的承諾》的资料（英文）
- CNN影片：Pandora's Promise （页面存档备份，存于）
  - 副本站點 （页面存档备份，存于）
- Pandora's Promise （页面存档备份，存于）澳洲免費線上播映
- YouTube上的Robert Stone, Director of "PANDORA'S PROMISE"，導演對提問問題的回應片段